# Hemsjön (Lycksele socken, Lappland, 719394-163980)
Hemsjön är en sjö i Lycksele kommun i Lappland och ingår i Umeälvens huvudavrinningsområde. Sjön har en area på 0,1 kvadratkilometer och ligger 235 meter över havet. Sjön avvattnas av vattendraget Alträskbäcken.

## Delavrinningsområde
Hemsjön ingår i det delavrinningsområde (719218-164008) som SMHI kallar för Mynnar i Ruskträsket. Medelhöjden är 261 meter över havet och ytan är 9,91 kvadratkilometer. Räknas de 8 avrinningsområdena uppströms in blir den ackumulerade arean 54,79 kvadratkilometer. Alträskbäcken som avvattnar avrinningsområdet har biflödesordning 4, vilket innebär att vattnet flödar genom totalt 4 vattendrag innan det når havet efter 191 kilometer. Avrinningsområdet består mestadels av skog (89 procent). Avrinningsområdet har 0,57 kvadratkilometer vattenytor vilket ger det en sjöprocent på 5,7 procent.